# Анджей Шпільман

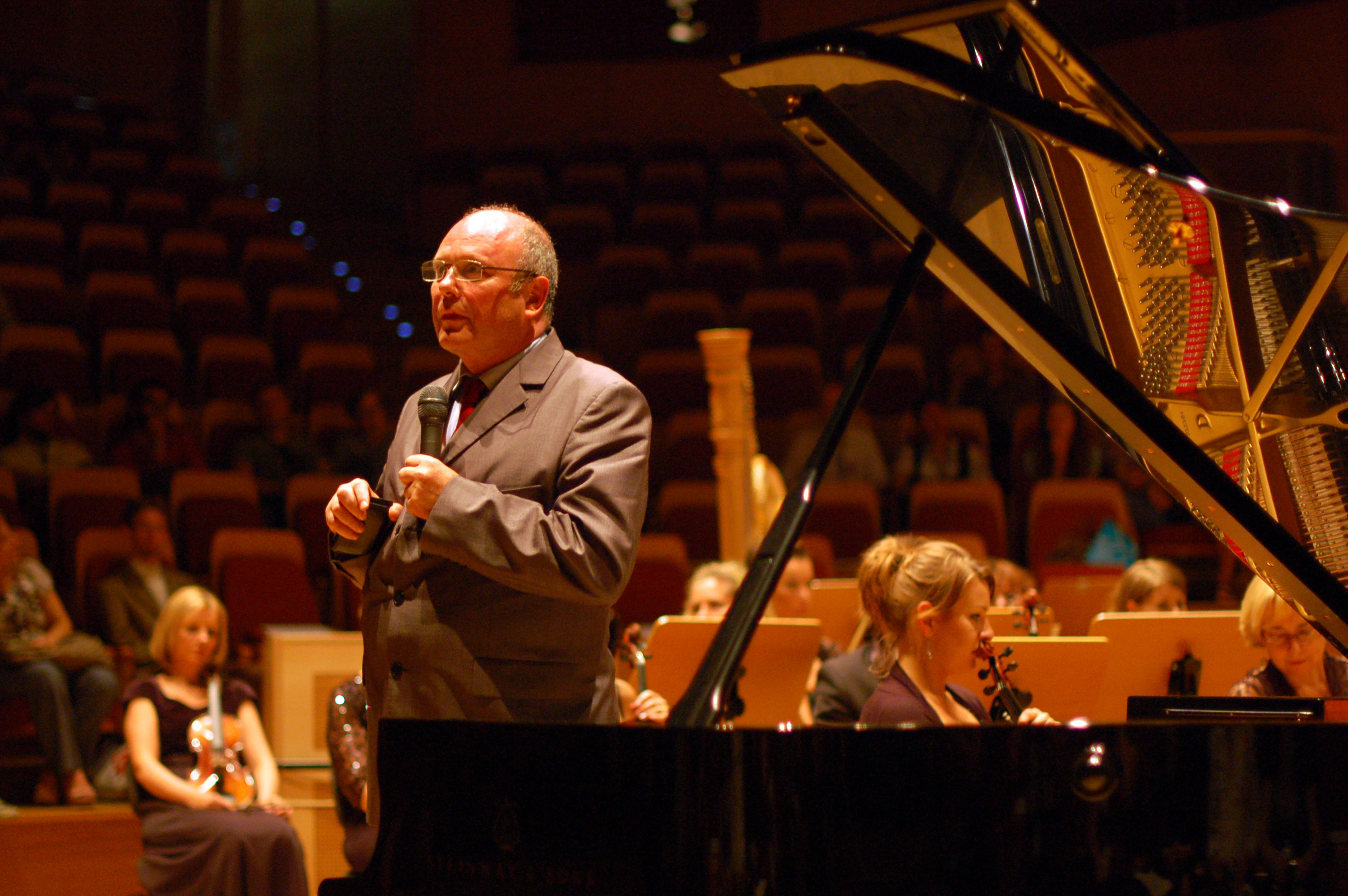
Анджей Шпільман на концерті на честь 10-річчя смерті свого батька в Wikimania 2010 у Гданську

Анджей Шпільман (пол. Andrzej Szpilman; нар. 1956; Варшава, Польща) — музичний продюсер, композитор, видавець, стоматолог. Син піаніста та композитора Владислава Шпільмана.

## Навчання
В 1962 році Анджей Шпільман вивчав музику в професора С. Кавалла за класом скрипка. З 1965 до 1974 року навчався в державній музичній школі Варшави.

## Творчість та кар'єра
У 1976 році Анджей Шпільман видав свої перші музичні записи на Польському радіо. Він складав пісні для найвідоміших польських співаків: Ірени Сантор, Ганни Баназак, Грайни Свитали, Богуслава Мец. Його пісні звучали у супроводі Варшавського радіо-оркестру та радіо-оркестру в Познані.
В 1980–1981 роках працював музичним директором, а також дав декілька концертів для телеканалів Польщі.
1982–1983 роках став продюсером першої польської групи «Oddział Zamknięty» (Замкнений відділ), яка продала близько 450 000 записів у 1983 році та отримала «Золотий запис 83» від польської звукозаписної компанії.
В 1987 році Анджей Шпільман заснував музичну студію в Альтоні, де продовжував працювати над своїми композиціями. В тому ж році написав балетну музику «Incense» для гамбурзької державної опери, а також саундтреки до телевізійних фільмів «Я це залишу вже на завісі» та «Колейка», а також деякі пісні для польського радіо.
З 1996–2004 роках музикант випустив диски для німецького композитора та поета Вольфа Бірмана. Також він переформатував повну антологію запису Вольф Бірман 1968–97 (21 запис).
У 1997 році Анджей Шпільман підготував видання Меморіал «Піаніст», написаний в 1945 році його батьком Владиславом Шпільманом для німецького видавця ECON (1998 рік), а пізніше — для британського видавця Оріон (1999).  Піаніст, який став міжнародним бестселером. Книга «Меморіал» була названа книгою року «LA Times», «Вашингтон Пост», «Independent» та «Lire», і була перекладена більш ніж на 35 мов.
У листопаді 2000 року Анджей Шпільман виступив з концертом у Варшаві «Данина Владиславу Шпільману».
У 2001–2002 роках він виступив з концертним шоу під назвою «Мікрофон для всіх» на Польському радіо.
У 2002 р. Шпільман допомагав Роману Поланскі у створенні фільму «Піаніст» (2002 р.).
Шпільман є батьком двох дітей.

## Редакції
- Владислав Шпільман: «Чудове виживання. Варшавські спогади 1939–1945 рр.», Екон, Мюнхен 1998 ISBN 3-430-18987-X
- Владислав Шпільман: «Піаніст. Моє чудове виживання», Ульштайн, Мюнхен, 2002 ISBN 3-548-36351-2

## Дискографія
- Замкнений відділ — закрите відділення, польські записи, Варшава, 1983 р
- CD «Владислав Шпільман — «Музика портфоліо» Верке фон Шпільман, Рахманінов і Шопен, Alinamusic Hamburg 1998
- Владислав Шпільман — Портрет [5 CD Box-Set] Польське радіо Варшава 2000 р.
- CD Владислав Шпільман. Первісні записи піаніста. SONY Classical 2002
- CD Піаніст [Саундтрек] SONY BMG 2002
- CD Пісні Владислава Шпільмана — співає Венді Ландс, Universal Music USA 2003
- CD Владислав Шпільман — твори для фортепіано з оркестром SONY Classical 2004
- CD Владислав Шпільман — Легендарні записи [3 CD Box-Set] SONY Classical 2005
- Вольф Бірманн  Sweet Life — Sour Life , 1996
- Вольф Бірманн  Брехт, твоє потомство, 1999
- Вольф Бірманн «Paradies uff Erden — Ein Berliner Bilderbogen», 1999
- Вольф Бірманн «Заохочення в часі кар'єру» (Live in Berlin-CD), 2001
- Вольф Бірманн «Велика пісня знищеного єврейського народу, читання Іццака Катзенсона» 2004 (живе в Цюріхському CD)[3]